# گمینا دوبژانه
گمینا دوبژانه (به لهستانی:  Gmina Dobrzany) یک گمینا در لهستان است که در شهرستان ستارگارد واقع شده‌است. گمینا دوبژانه ۱۳۵٫۱۲ کیلومتر مربع مساحت و ۵٬۰۷۳ نفر جمعیت دارد.